# Bematistes varia
Bematistes varia är en fjärilsart som beskrevs av Le Doux 1937. Bematistes varia ingår i släktet Bematistes och familjen praktfjärilar. Inga underarter finns listade i Catalogue of Life.